# Houston (Minnesota)
Houston ist eine Kleinstadt (City) im Houston County im Südosten von Minnesota, einem der nördlichen Bundesstaaten der Vereinigten Staaten. Das U.S. Census Bureau hat bei der Volkszählung 2020 eine Einwohnerzahl von 997 ermittelt.
Sie liegt am Root River etwa 30 Kilometer vor dessen Mündung gegenüber La Crosse in den Mississippi.
Am 19. August 2007 musste die nach Sam Houston benannte Stadt bei der Flut im Mittleren Westen evakuiert werden, da das Hochwasser mit einer Höhe von 5,80 Meter nur noch knapp unter der Deichhöhe von 6 Metern lag.

## Sonstiges
In Houston befindet sich das International Owl Center. Das International Owl Center führt seit 2003 jedes Jahr das "International Festival of Owls" durch. Dies ist das einzige Eulen-Festival in Nordamerika.